# Richard R. Schrock

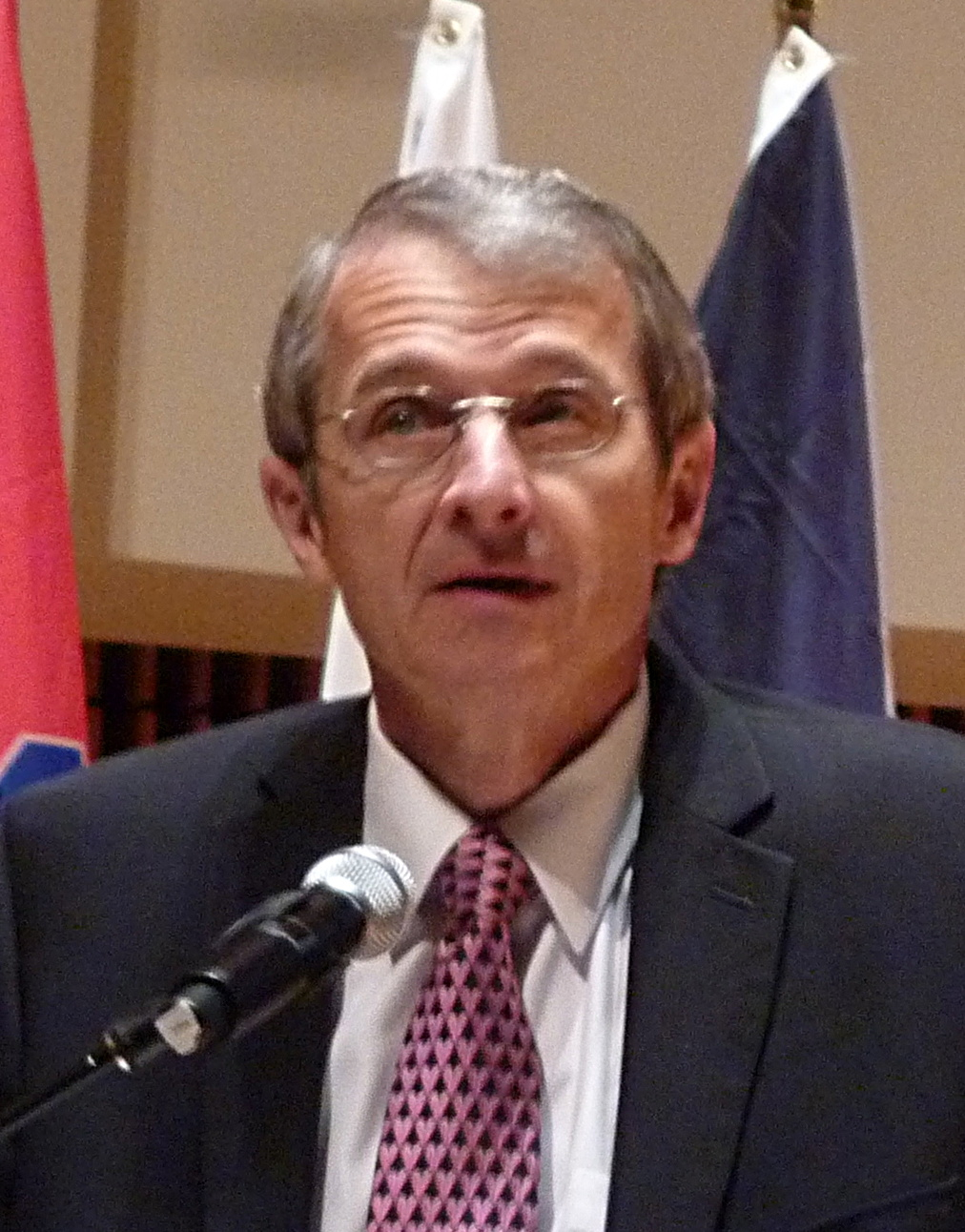
Richard R. Schrock (2012)

Richard Royce Schrock (* 4. Januar 1945 in Berne, Indiana) ist ein US-amerikanischer Chemiker und Nobelpreisträger.

## Leben
Schrock besuchte die High School in San Diego und studierte an der University of California in Riverside und bekam dort 1967 seinen Bachelor of Science. 1971 promovierte er an der Harvard University unter der Leitung von John A. Osborn. Anschließend verbrachte er ein Jahr an der University of Cambridge und drei Jahre beim Chemiekonzern DuPont.
Seit 1975 arbeitet er am Massachusetts Institute of Technology und ist seit 1980 Professor. Seit 1989 hat er den Frederick-G-Keyes-Lehrstuhl des MIT inne. Schrock ist Mitglied der American Academy of Arts and Sciences (1989), der National Academy of Sciences (1992) und der Royal Society (2008). 1976 wurde er Sloan Research Fellow.
Schrock ist Mitgründer und Aufsichtsratsmitglied von XiMo AG, eines in der Schweiz ansässigen Unternehmens, das auf die Entwicklung und Anwendung von eigenen Metathesekatalysatoren konzentriert ist.
Er ist verheiratet und hat zwei Kinder.

## Werk
Schrock forscht auf dem Gebiet der Organometallchemie, der synthetischen Chemie, der anorganischen Chemie, über Katalysatoren und Polymere. Im Speziellen forscht er an Katalysatoren für die Olefinmetathese und die Ringöffnungsmetathese-Polymerisationen. 1990 gelang es ihm, einen sehr reaktiven Katalysator für die Olefinmetathese zu entwickeln, welcher mit einigen funktionellen Gruppen verträglich ist. Die Metathesekatalysatoren aus dem Arbeitskreis von Robert Grubbs, die sogenannten Grubbs-Katalysatoren, sind zwar weniger reaktiv, aber mit fast allen funktionellen Gruppen verträglich. Deshalb werden sie in der organischen Synthese häufiger verwendet.
Im Oktober 2005 wurde er zusammen mit Yves Chauvin und Robert Grubbs für seine Beiträge zur „Entwicklung der Metathesemethode in der organischen Synthese“ mit dem Nobelpreis für Chemie ausgezeichnet. 2009 erhielt er die Ehrendoktorwürde der Universität Rennes 1, 2013 die der RWTH Aachen.